# Adam Zwierz
Adam Zwierz (ur. 6 marca 1945 w Opatowcu) – polski śpiewak operowy (bas) o charakterystycznym, bardzo niskim głosie (nawet basso profondo) i o dużej rozpiętości skali (także śpiewał arie dla bas-barytonu).

## Kariera
Karierę zaczął w 1963 w zespole estradowym Warszawskiego Okręgu Wojskowego. Następnie był „Podwieczorek przy mikrofonie”, „Wesoły autobus”, „Program z dywanikiem”, „Zgaduj-zgadula”. Śpiewał wszystko poza muzyką oratoryjną. W repertuarze ma pieśni wojskowe, rewolucyjne, patetyczne, np. „Ja lublju tiebia żyźn'” (Kocham cię, życie).
12 listopada 1973 wystąpił w Sali Kongresowej Pałacu Kultury i Nauki w Warszawie w programie składanym Dziś dajemy wam pamięć Marii Szatałow-Januszkiewicz w reż. autorki. Widowisko do muzyki Stefana Rachonia prowadzili Edyta Wojtczak i Janusz Budzyński.
Oprócz występów operowych 20-krotnie brał udział na Festiwalu Piosenki Żołnierskiej w Kołobrzegu, wykonując tam zarówno utwory solo, jak i z towarzyszeniem chóru Centralnego Zespołu Artystycznego Wojska Polskiego. Nigdy nie zdobył Złotego Pierścienia (ale otrzymał Brązowy oraz Srebrny Pierścień).
Występował na Festiwalu Piosenki Radzieckiej w Zielonej Górze.
Ważniejsze utwory w wykonaniu artysty:
1. Arie i pieśni (płyta):
- Aria Don Basilia „La calunnia...” z opery Cyrulik Sewilski
- Cavatina i Aria de Silvy „Infelice! e tu credevi” z I aktu opery Ernani
- Aria Figara „Non piu andrai” z opery Wesele Figara
- Aria Leporella „Madamina...” z opery Don Giovanni
- Ballada o złotym cielcu „Le veau d’or...” z opery Faust
- Aria Skołuby „Ten zegar stary...” z opery Straszny dwór
- Aria Stolnika „O mościwi mi panowie...” z opery Halka
- Pieśń Chorążego „Pomnę ojciec” z opery Hrabina
- 'O surdato 'nnammurato
- Musica prohibita
- Dicitencello vuie
- Ave Maria la novia
- Zawołaj (muzyka: Tadeusz Woźniakowski; słowa: Janusz Słowikowski)

2. Victoria żołnierska (płyta, wybrane utwory)
- Złociste otoki
- Płynie Parsęta
- Gdy Polska da nam rozkaz
- Żołnierska Victoria
- Gdy wita nas Hel

(i inne)
3. „Wesołe przygody Tomaszka Pogody” - kaseta CK-433
nagrana w czasie Festiwalu Piosenki Żołnierskiej w Kołobrzegu w roku 1982.
4. Utwór Co mam zrobić, miła (sł. Agnieszka Osiecka; muz. Artur Żalski), 1974

## Odznaczenia i nagrody
- Krzyż Kawalerski Orderu Odrodzenia Polski (1984)
- Brązowy Medal „Zasłużony Kulturze Gloria Artis” (2007)
- Złota Odznaka Honorowa Towarzystwa Polonia (1987)
- Nagroda Ministra Obrony Narodowej II stopnia (1985)